# Fatima Gharbi
Fatima Zohra Gharbi Berrima communément appelée Fatima Gharbi (en arabe : فاطمة غربي), née le 15 mai 2001 à Tanger (Maroc), est une footballeuse internationale marocaine jouant au poste d'ailière.

## Biographie
Née au Maroc, Fatima Gharbi quitte le pays à l'âge de trois ans pour s'installer avec sa famille en Espagne dans la commune catalane de Sabadell.

### Carrière en club

#### Formation
Fatima Gharbi côtoie plusieurs clubs barcelonais dans lesquels elle se forme. Elle évolue d'abord à la Barbera Andalucia, passe par le CE Mercantil puis joue deux saisons au FC Sabadell de 2016 à 2018 avant de rejoindre le Món Femení Terrassa puis en 2019 le Women's Soccer School de Barcelone (WSS). Par ce dernier, elle est prêtée en 2020 à l'Espanyol Barcelone B avec qui elle découvre la deuxième division nationale,.

#### CE Europa (2021-2024)
Fatima Gharbi débarque au Club Esportiu Europa, club barcelonais avec lequel elle remporte le championnat de Primera Nacional (ancienne D3) à l'issue de la saison 2021-2022 et accède donc à la division supérieure. À l'issue de première saison avec le CEE, elle dispute 25 matchs de championnat et marque à 4 reprises. Elle participe aussi cette saison à la Coupe de Catalogne.
Le football féminin en Espagne qui connaît une réforme au niveau de la structuration de ses championnats, le club évolue alors dans la poule nord de la Segunda Federacion (nouvelle D3) lors de la saison 2022-2023. Le CE Europa termine deuxième de sa poule et doit donc disputer un barrage aller-retour contre l'équipe réserve de Levante UD pour pouvoir accéder à la division supérieure. Le club catalan remporte ce barrage après une victoire à domicile (1-0) et un nul au retour (2-2) et monte donc en Primera Federacion (D2). Fatima Gharbi contribue à la montée de son équipe avec 28 titularisations en autant de matchs pour 6 buts marqués lors de cet exercice 2022-23. L'ailière participe également cette saison aux deux premiers tours de la Coupe d'Espagne.
Fatima Gharbi dispute son premier match de la saison 2023-2024 en entrant en jeu en fin de match le 10 septembre 2023 contre le Deportivo La Corogne dans le cadre de la première journée du championnat. Alors qu'elle tenait la victoire, son équipe encaisse deux buts dans les cinq dernières minutes perdant ainsi le match à domicile sur le score de 2-1. Quelques jours plus tard elle participe au premier tour de la Coupe d'Espagne mais son équipe se fait sortir à domicile par Eibar (0-2).
Le 4 février 2024 à Bilbao, elle est expulsée à la 76e minute pour avoir retenue une joueuse adverse l'empêchant de marquer. Son équipe parvient tout de même à conserver le score et d'obtenir le nul à l'extérieur (1-1).
Le CE Europa ne parvient pas à se maintenir dans la « Primera Federacion » pour la saison suivante et Fatima Gharbi ne prolonge pas avec le club. Elle aura pris part lors de cet exercice 2023-2024 à 20 matchs de championnat dont 12 titularisations. À la suite de cette relégation, Fatima Gharbi ne prolonge pas au club.

#### Avec l'AEM Lleida (2024-)
Après trois saisons passées du côté du CE Europa, Fatima Gharbi reste dans la deuxième division espagnole en s'engageant à l'AEM Lleida. Le club annonce sa signature le 5 juillet 2024.

### Carrière internationale

#### Maroc -20 ans
Fatima Gharbi est sélectionnée par Lamia Boumehdi pour prendre part au Tournoi UNAF qui a lieu à Tanger en octobre 2019. Le Maroc remporte la compétition pour la première fois après s'être imposé face au Burkina Faso (2-1), l'Algérie (3-1) et la Tunisie (2-0). Fatima Gharbi est buteuse contre les Algériennes.
Elle participe aussi aux qualifications de la Coupe du monde des moins de 20 ans 2020 qui voit le Maroc s'imposer face à l'Égypte au tour préliminaire. Gharbi est buteuse lors du match aller le 17 janvier 2020 au Caire qui se termine sur le score de 5-3 en faveur des Marocaines. Alors que le Maroc doit affronter l'Algérie au tour suivant, la compétition s'arrête en raison de la pandémie de Covid-19.

#### Maroc -23 ans
Fatima Gharbi est sélectionnée par Stéphane Nado pour prendre part à deux matchs amicaux avec l'équipe du Maroc des -23 ans qui vient de voir le jour, contre le Cameroun les 6 et 9 avril 2023 au Complexe Mohammed VI. Elle dispute le premier match en tant que titulaire qui se solde sur une défaite marocaine (1-2).
Elle est convoquée par Dimitri Lipoff pour disputer une double confrontation amicale face à l'Islande les 22 et 25 septembre 2023 au Complexe Mohammed VI. Titularisée lors du premier match, elle s'illustre en ouvrant le score de la rencontre qui se termine sur une défaite marocaine (2-3). Lors de la deuxième rencontre, elle entre en jeu à la place de Kenza Chapelle. Le match se solde sur un nul, 0-0.

#### Équipe du Maroc
Fatima Gharbi reçoit une première convocation pour un stage en mars 2020 au Complexe Mohammed VI durant lequel le Maroc, sous la houlette de Lindsey Kelly à cette période, affronte le Ghana. Bien que dans le groupe, elle n'entre pas en jeu.
Reynald Pedros la convoque en février 2023 pour prendre part à deux matchs amicaux en Turquie contre la Slovaquie et la Bosnie-Herzégovine. Bien que dans le groupe, le technicien français ne lui donne pas de temps de jeu durant ce stage.
Le sélectionneur annonce le 19 juin 2023 une première liste de 28 joueuses pour prendre part à un stage en Autriche du 20 juin au 9 juillet ainsi qu'aux matchs amicaux (contre l'Italie le 1er juillet, la Suisse le 5 juillet et la Jamaïque le 16 juillet) dans le but de préparer la Coupe du monde 2023. Fatima Gharbi figure dans cette pré-liste.
Quelques jours plus tard, le 1er juillet 2023, elle honore sa première sélection en entrant en jeu contre l'Italie à Ferrare à la place de Fatima Tagnaout à la 75e minute. Les Marocaines parviennent à tenir en échec leurs homologues italiennes (0-0). 
Après le stage effectué en Autriche, Gharbi est sélectionnée dans la liste finale des 23 joueuses retenues pour défendre les couleurs marocaines au Mondial.
« La Coupe du monde représente pour moi une excellente opportunité de grandir en tant que joueuse et d'acquérir une expérience professionnelle. C'est aussi une fierté de porter le maillot de mon pays, d'avoir l'honneur de représenter tout le Maroc. Et j'ai aussi l'opportunité de représenter tous les clubs où j'ai joué tout au long de ma carrière de footballeuse puisque ce sont eux qui m'ont aidé à grandir et m'ont accompagné tout au long de ce grand voyage »
— Fatima Gharbi, pour Mundo Deportivo le 15 juillet 2023.
Après avoir mal débuté contre l'Allemagne (défaite 6-0), le Maroc parvient à remporter une première victoire, contre la Corée du Sud (1-0), puis une deuxième, contre la Colombie (1-0) et réussit à se qualifier pour les huitièmes de finale pour sa première participation, et ce grâce au nul de l'Allemagne contre la Corée. Le parcours des Marocaines prend fin contre les Françaises (4-0). Bien que dans le groupe, Fatima Gharbi n'entre pas en jeu durant le tournoi.

## Palmarès

### En club
Club Esportiu Europa
- Championne de Primera Nacional (D3) : 2021-22
- Vice-championne de Segunda Federacion (D3) : 2022-23

### En sélection
Maroc -20 ans
- Vainqueur du Tournoi UNAF : 2019